# Кавадзири, Ёсиаки
Ёсиаки Кавадзири (яп. 川尻 善昭 Кавадзири Ёсиаки, род. 18 ноября, 1950) — режиссёр-мультипликатор японской анимации (аниме), аниматор, сценарист.
Кавадзири считается одним из основных режиссёров, принесших в аниме более «тяжелые» темы, такие как секс, жестокость и насилие.

## Биография
Ёсиаки вырос и получил образование в Иокогаме. После окончания школы в 1968 году несколько лет работал аниматором на студии Mushi Production Animation до её банкротства в 1972 году. Затем перешел на работу в студию Madhouse. Режиссёрский дебют состоялся в 1984 году, когда он в соавторстве с Кадзуюки Хирокавой снял полнометражный фильм по мотивам космооперы «Человек-линза» (англ. Lensman), а первой самостоятельной работой стал фильм «Город чудищ», снятый им в 1987 году.

## Фильмография

### Режиссёр
- Человек-линза (яп. SF 新世紀 レンズマン СФ Синсэйки Лэнсман) — полнометражный аниме-фильм, 1984
- Город чудищ  (яп. 妖獣都市 Ё:дзю: тоси) — полнометражный аниме-фильм, 1987
- Лабиринт сновидений  (яп. 迷宮物語 Мэйкю: моногатари, История лабиринта) — режиссёр эпизода «Бегущий человек», 1987
- Жар-птица: Глава о космосе — OVA, 1987
- Синдзюку — город-ад  (яп. 魔界都市 (新宿) Макай тоси (Синдзюку)) — OVA, 1988
- Гоку: Полуночный глаз  (яп. ゴクウ Гоку:) — OVA, 1989
- Кибергород Эдо 808  (яп. サイバーシティ OEDO 808 Сайба: сити ОИДиО 808) — OVA, 1990
- Манускрипт ниндзя — полнометражный аниме-фильм, 1993
- Кокпит  (яп. ザ・コクピット Дза кокупитто) — режиссёр первого эпизода, 1993
- Могучая Бёрди  (яп. 鉄腕バーディ Тэцуван Ба:ди) — OVA, 1996
- D: Жажда крови — полнометражный аниме-фильм, 2000
- X — сериал, 2001
- Аниматрица — режиссёр серии «Программа», 2003
- Горец: В поисках мести (англ. Highlander: The Search for Vengeance) — полнометражный аниме-фильм, 2007